# Bitva u Issu
Bitva u Issu v roce 333 př. n. l. byla prvním přímým střetem makedonského krále Alexandra Velikého a perského velkokrále Dareia III. Makedonci se chtěli tažením do Persie pomstít za zničení řeckých chrámů a především Athén Peršany před více než 150 lety, mladý makedonský král však toužil na východě dobýt především říše a slávy.
Proslulost této bitvy byla ve starověku tak veliká, že ještě o více než 400 let později byla v římských Pompejích zhotovena mozaika bitevní scény, na níž je zachycen mladý makedonský král a perský panovník. Zřejmě se jedná o kopii obrazu, který byl vytvořen někdy kolem roku 325 př. n. l.

## Výchozí situace
V předchozí bitvě u Gráníku (334 př. n. l.) podlehlo perské vojsko a řečtí žoldnéři ve službách perských satrapů prudkému útoku Makedonců. Alexandrovi vojáci následně pronikli podél západního pobřeží Malé Asie do perského vnitrozemí. Po dosažení Tarsu v Kilíkii se Alexandr doslechl o tom, že Dareios v Babylóně shromažďuje obrovské vojsko. Pokud by se toto Dareiovo vojsko dokázalo spojit s perskou flotilou stále ještě operující ve Středozemním moři, odpadly by Peršanům problémy se zásobováním a zároveň by se Dareios mohl vylodit v týlu Alexandrovy armády a ohrozit tak zásobovací linie Makedonců. Alexandr sužovaný nemocí proto vyslal Parmeniona napřed, zatímco sám vyčkával s hlavní částí vojska v Tarsu. Parmenion měl s 15 000 muži obsadit horské průsmyky na hranicích Sýrie a Kilíkie, dříve než jich dosáhnou Peršané, a zablokovat tak jejich postup. Alexandr poté vyrazil se svým vojskem k Issu a odsud po pobřežní silnici dále na jih, kde předpokládal, že narazí na nepřítele.

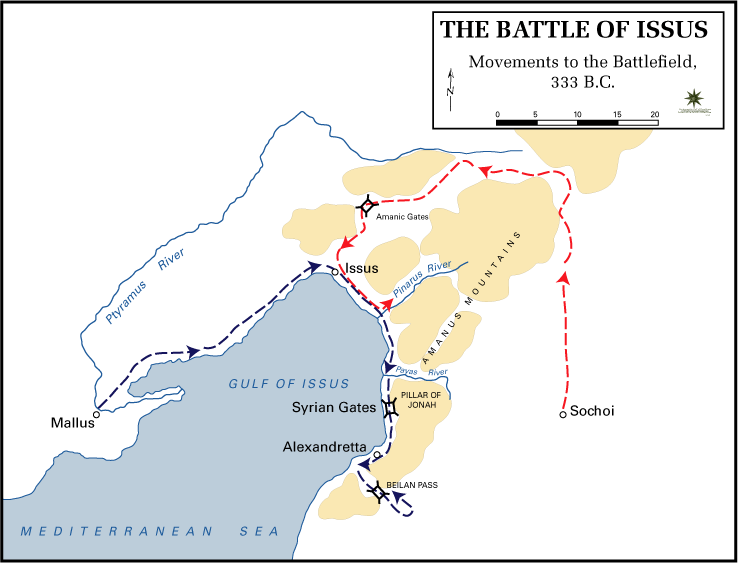
Postup armád před bitvou

V listopadu postoupilo perské vojsko z Babylonie do Sýrie. Dareios věděl, že Parmenion ovládá syrské průsmyky a pro svůj postup k moři proto zvolil severněji položenou trasu. Překročil horské pásmo a se svou velkou armádou pochodoval směrem k Issu, čímž ovšem opustil pro perské vojsko výhodnější syrské roviny. Poté, co Peršané bez odporu obsadili Issos, usekali ruce všem nemocným a zraněným vojákům, které zde zanechal Alexandr. Dareios v této chvíli pochopil, že se ocitl v týlu Makedonců, čímž je odřízl od jejich zásobovacích linií a vydal se je ihned pronásledovat. Postupoval proto dále na jih, dokud jeho zvědi u říčky Pinaros neobjevili Alexandra pochodujícího na sever vstříc Peršanům. Na zdejší úzké pobřežní pláni nechal pak Dareios zřídit svůj tábor.
Poté, co obdržel zprávu, že se nepřítel objevil v jeho týle, přikázal Alexandr vojsku okamžitý návrat zpět do Issu. Bitevní pole bylo z topografického hlediska sevřeno z jedné strany vysokými horami a z druhé Středozemním mořem. Peršané tak nemohli zcela využít své početní převahy, což bylo pro Alexandra velmi výhodné.

## Bitva
Většinu své jízdy umístil Alexandr na pravé křídlo. Odsud také velel celému boji. Jádro makedonské sestavy tvořila falanga, na jejímž levém okraji blízko k moři zaujala postavení Parmenionova jízda a pěchota. Jako obvykle měla makedonská těžká pěchota upoutat pozornost nepřítele. Jízda měla následně využít mezer, jež se měly tlakem pěchoty objevit ve středu perské linie.
Dareios rozmístil svoji těžkou jízdu na svoji pravou stranu naproti Parmenionovi, neboť zdejší rovinatý terén byl jako stvořený pro útok jízdy. Střed perské linie byl obsazen řeckými žoldnéři. Vlevo měla působit tradičně jen lehce ozbrojená perská pěchota. Král pak sledoval průběh boje obklopen gardou uprostřed svého vojska.

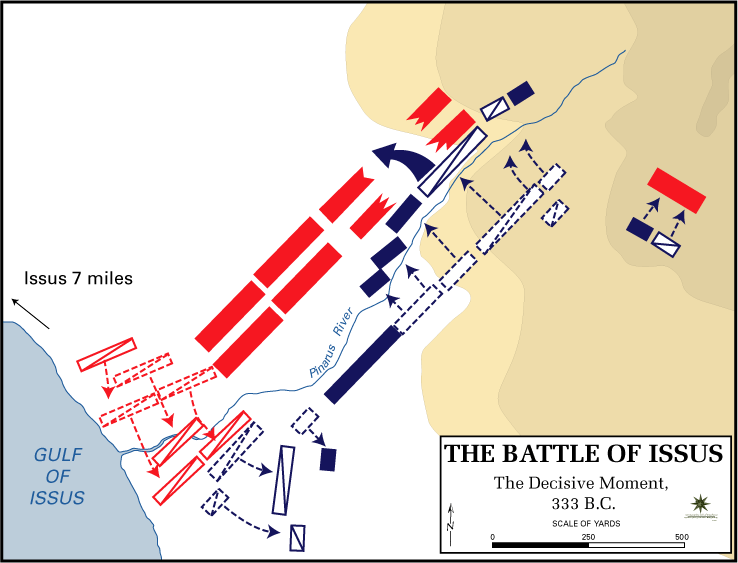
Alexandrův rozhodující útok

Bitva začala, když perská jízda překročila řeku a napadla Parmenionovy vojáky. Poté, co vydal svým mužům patřičné rozkazy, vrhl se Alexandr vstříc Peršanům. Těžká makedonská jízda následovala svého nadmíru odvážného velitele a i přes zdánlivě jistou záhubu slavili Makedonci úspěch. Perská pěchota pod náporem nepřítele povolila, ale nadále pokračovala v rozhořčeném boji. Alexandr se navzdory masám nepřátel, jež mu stály v cestě, postupně probojoval až do těsné blízkosti Dareia. Ten seznal, že je ve vážném nebezpečí, ztratil nervy a uprchl z bitvy.
Alexandrova falanga musela zatím překročit dravou horskou řeku Pinaros, což narušilo její formaci. Toho využili Řekové ve službách Dareia a uštědřili Makedoncům citelné ztráty. Také na Parmenionově křídle se odehrával tvrdý boj. Prudce útočící perská jízda zde zatlačila Alexandrovu peloponéskou jízdu a jeho řecké spojence. V kritické situaci poslal Alexandr nebezpečně tísněnému Parmenionovi na pomoc svoji jízdu, nicméně perské jezdectvo zastavilo svůj postup teprve tehdy, když zpozorovalo králův útěk. Třebaže bitva pro ně nebyla zcela ztracená, útěk jejich velitele jim vzal odvahu, načež se v pořádku stáhli z bojiště a přenechali vítězství Makedoncům. Prchající nepřátelskou pěchotu nařídil Alexandr zmasakrovat.
I přes veškerou snahu Makedonců dostihnout Dareia se jim nepodařilo krále zajmout. Po skončení bitvy vyslal Alexandr Parmeniona do Damašku, kde Makedonci ukořistili celou perskou státní pokladnu s 3 000 talenty, což Alexandrovi umožnilo uhradit svým vojákům veškerý dlužný žold. Do zajetí upadla také celá Dareiova rodina včetně jeho matky, manželky a dětí.

## Důsledky bitvy
Vítězstvím u Issu se Makedonci fakticky zmocnili celé západní poloviny perské říše, ačkoliv se zde místy museli potýkat ještě se značným odporem jako třeba v Tyru nebo Gaze. Alexandrův sen o ovládnutí Asie se začal blížit svému naplnění a jeho autorita u Makedonců a Řeků rapidně vzrostla.
Když mu Dareios III. výměnou za propuštění jeho rodinných příslušníků nabídl přenechat vládu nad územím za řekou Halys a věčné spojenectví mezi oběma říšemi, Alexandr jeho návrh bryskně odmítl. Podobně zareagoval i na pozdější nabídku velkokrále, ve které mu Dareios sliboval dokonce všechna území západně od řeky Eufrat.
Porážka perského krále umožnila Alexandrovi pokračovat ve svém tažení přes Sýrii, Fénicii a Palestinu až do Egypta. Dareios se zatím stáhl na východ, aby se připravil na rozhodující bitvu, jež měla brzy následovat…